# Laurocerasus fordiana
Laurocerasus fordiana là loài thực vật có hoa trong họ Hoa hồng. Loài này được (Dunn) Browicz mô tả khoa học đầu tiên năm 1970.